# Stacie Mistysyn
Stacie Mo'ana Mistysyn, née le 23 juillet 1971 à Los Angeles en Californie aux États-Unis, est une actrice canadienne.

## Biographie
Stacie Mistysyn est née à Los Angeles en Californie. Ses parents émigrent au Canada et elle prend alors la nationalité canadienne.

### Carrière
Elle est connue pour avoir incarné le personnage de Caitlin Ryan (Caroline dans la VF) dans la série Les Années collège (Degrassi Junior High et Degrassi High), de 1987 à 1991, et le reprendra dans Degrassi : La Nouvelle Génération (Degrassi: The Next Generation).

### Vie privée
Le 29 août 2009, elle se marie avec l'acteur James Gallanders.

## Filmographie
Sauf indication contraire, les informations mentionnées dans cette section peuvent être confirmées par la base de données cinématographiques IMDb,  présente dans la section « Liens externes ».

### Cinéma
- 1990 : L'été de mes 17 ans (en) (Princes in Exile) de Giles Walker : Holy
- 1998 : Picture of Priority de Charles McCaughan (en) : K.C. High
- 2003 : Jersey Guy (en) de Elia Zois : Susan
- 2005 : Jay and Silent Bob Do Degrassi de Graeme Campbell et Philip Earnshaw : Caitlin Ryan

### Télévision

#### Séries télévisées
- 1982-1986 : Les Enfants de la rue Degrassi (The Kids of Degrassi Street) : Lisa Canard (17 épisodes)
- 1986-1991 : Les Années collège (Degrassi Junior High) : Caitlin Ryan (58 épisodes)
- 1991 : C.B.C.'s Magic Hour : Rebecca (1 épisode)
- 1991 : Sous l'arbre parasol (Under the Umbrella Tree) : Megan (1 épisode)
- 1992 : Degrassi Talks : Elle-même (6 épisodes)
- 1993 : Promo 96 (en) (Class of '96) : la serveuse (saison 1, épisode 5)
- 1996 : Code Lisa (Weird Science) : Jenny (saison 4, épisode 18)
- 1998 : Sept jours pour agir (Seven Days) : Lita (saison 1, épisode 3)
- 2001-2008 : Degrassi : La Nouvelle Génération (Degrassi: The Next Generation) : Caitlin Ryan (69 épisodes)
- 2003 : Méthode Zoé (Wild Card) : Ginger (saison 1, épisode 14)

#### Téléfilms
- 1992 : School's Out de Kit Hood (en) : Caitlin
- 1994 : X-Rated de Kit Hood : River Owen
- 1999 : Une fille dangereuse (The Wrong Girl) de David Jackson : Missy